# Ingemar Bergfelt
Karl Ingemar Bergfelt, född 22 december 1931 i Gislaved, död 13 december 2019 i Göteborg, var en svensk pianist. 
Bergfelt var lärare i pianospel vid Musikhögskolan i Göteborg. Han var ledamot av Kungliga Musikaliska Akademien. Gift från 1957 med Elisif Lundén, dotter till direktören Sölve Lundén och skulptrisen Irma Gillholm-Lundén. Makarna Bergfelt är begravda på Västra kyrkogården i Göteborg.